# Yusuf II av Granada
Yusuf II av Granada, död 1392, var sultan av Granada 1391–1392.